# 盂方
盂方，是殷墟甲骨文记载的商朝的方国。学者认为在今河南省睢县一带。
盂方是商朝南边的小方国。其国君盂方伯炎聚众攻打商之矛师高。帝乙八年十月，商王令东会于高地进行抵御，亲自率王师及多甸、多伯的军队进攻盂方。次年九月击败盂方，凯旋。